# Józef Mozołowski
Józef Mozołowski (ur. 10 lipca 1858, zm. 11 września 1904 w Sanoku) – urzędnik.

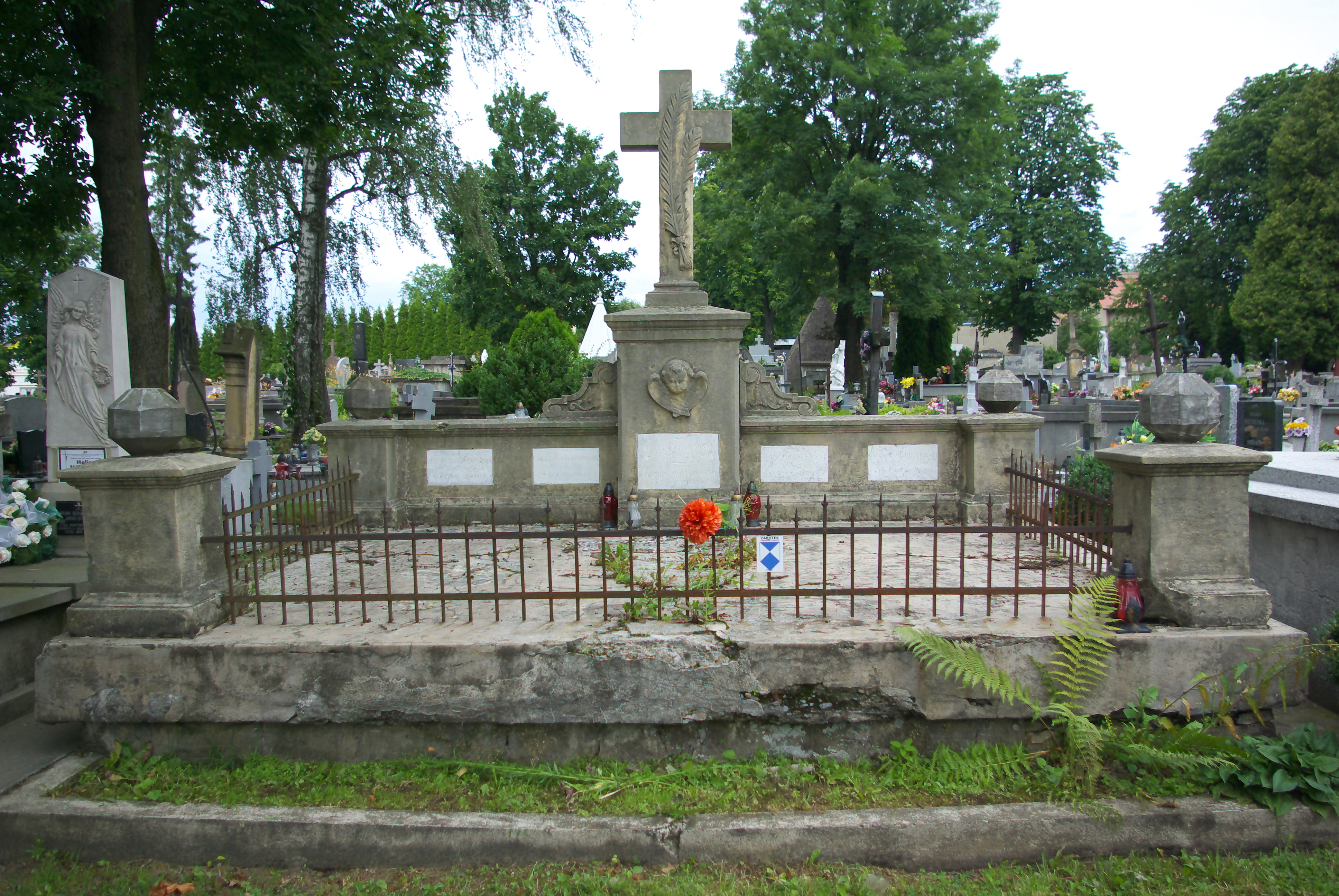
Grobowiec rodziny Mozołowskich w Sanoku

## Życiorys
Józef Mozołowski urodził się 10 lipca 1858. Był synem Stefana Mozołowskiego (1826-1908) i Marii z domu Wienkowskiej (1830-1919, córka dr. Józefa Wienkowskiego, lekarza w Sanoku od 1870, zm. 1894). Jego braćmi byli Jan (1856-1898, inspektor c. k. policji miejskiej w Sanoku, od 1889 żonaty z Wiktorią Chinalską) oraz Wiktor (radny miejski, działacz sokoli i społeczny w Sanoku, bibliotekarz Czytelni Mieszczańskiej, kupiec, ojciec Bolesława). Był wyznania greckokatolickiego. W Sanoku jeden z Mozołowskich był właścicielem hotelu funkcjonującego przy ulicy Jagiellońskiej w Sanoku. 
W okresie zaboru austriackiego w ramach autonomii galicyjskiej wstąpił do służby urządniczej w sądownictwie. Od około 1886 był kancelistą dla ksiąg gruntowych w C. K. Sądzie Powiatowym w Brzozowie w obrębie C. K. Sądu Obwodowego w Sanoku. W maju 1896 jako prowadzący księgi gruntowe został przeniesiony z Brzozowa do Kosowa, po czym w październiku tego roku na własną prośbę został przeniesiony do Sanoka. W 1897 został mianowany przez C. K. Wyższy Sąd Krajowy we Lwowie oficjałem kancelaryjnym w X klasie rangi prowadzącym księgi gruntowe. Od tego czasu był urzędnikiem kancelarii sądowej w C. K. Sądzie Obwodowym, później jako oficjał IX klasy rangi od 1898, następnie starszy oficjał od 1899. Od około 1903 do końca życia pracował w kancelarii sądowej jako c. k. prowadzący księgi gruntowe w sądzie oraz w C. K. Dyrekcji Skarbu w Sanoku. W połowie 1904 był członkiem rady nadzorczej i sekretarzem Powiatowego Towarzystwa Zaliczkowego w Sanoku. Do końca życia był członkiem wydziału Kasy Oszczędności Miasta Sanoka.
Zmarł po krótkiej chorobie na serce 11 września 1904 w Sanoku w wieku 46 lat. Został pochowany na cmentarzu przy ul. Rymanowskiej w Sanoku 13 września 1904, a w pogrzebie uczestniczyli licznie mieszkańcy miasta, zaznaczając tym samym ogólnie panującą sympatię dla zmarłego. Grobowiec rodziny Mozołowskich został uznany za obiekt zabytkowy i podlega ochronie prawnej. 
Jego żoną została Antonina z domu Fijałek (1872-1900). Ich dziećmi byli Aldona Helena (ur. 1890, studiowała medycynę, wpierw zamężna z Jakubowskim, synem właściciela Bóbrki, zmarłym tragicznie pracownikiem naukowym Politechniki Lwowskiej, potem żona ppłk. dr. Mariana Wowkonowicza, została lekarzem internistą), Janina Maria (ur. 1891, nauczycielka, od 1912 zamężna z Henrykiem Grotowskim, urzędnikiem magistratu miasta Lwowa), Stefan (1892-1940, lekarz, oficer Wojska Polskiego, ofiara zbrodni katyńskiej), Stanisław (1894-1900, zmarł w dzieciństwie, miesiąc po matce), Włodzimierz (1895-1975, lekarz, profesor, oficer Wojska Polskiego). Po przedwczesnej śmierci Józefa i Antoniny Mozołowskich wychowaniem ich dzieci zajmowali się brat Józefa, Wiktor Mozołowski, oraz brat matki, ks. prof. Jan Nepomucen Fijałek. Drugą żoną Józefa Mozołowskiego była Helena. Miał też córkę Kamilę (ur. 1902, nauczycielkę). Jego następcą w Powiatowym Towarzystwie Zaliczkowym w 1905 został wybrany duchowny greckokatolicki ks. Omelan Konstantynowycz, a przeciw takiej decyzji protestował wówczas Wojciech Ślączka wskazując, iż następca powinien być tego samego wyznania co poprzednik.